# Design brief

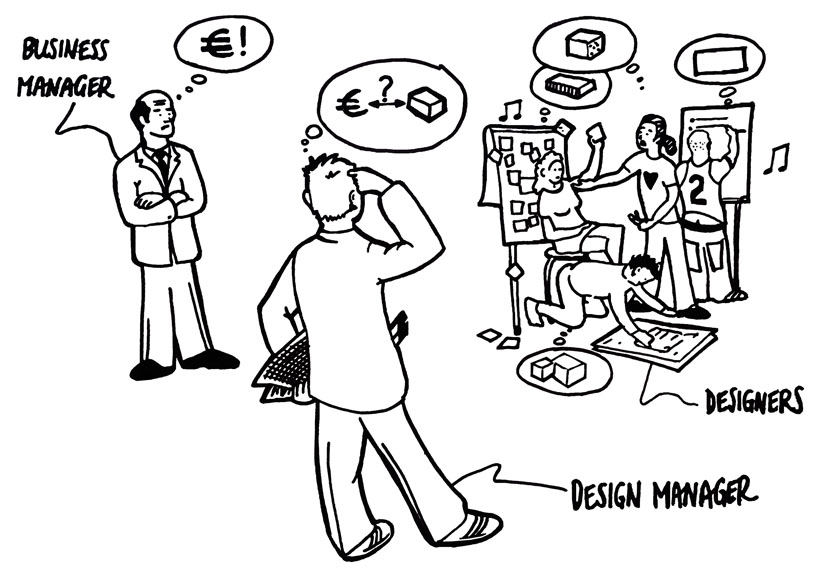

Il Design brief o brief è un documento scritto per un progetto di design redatto per rappresentare la necessità di business per il design e il designer. Il documento si concentra sui risultati desiderati di progettazione. Sono comunemente utilizzati in progetti di consulenza, quando un designer indipendente o di un'agenzia di design esegue un disegno per conto di un cliente.
Un brief in generale presenta una struttura comune:
- Titolo
- Indice dei contenuti
- Storia
  - Storia dell'azienda
- Profilo aziendale
  - Specializzazioni
  - Profilo Designer
  - Nome della azienda
  - Realizzazioni passate
- Dichiarazione problema
  - Descrizione del problema
  - Vincoli
  - Preventivo
  - Tempo
  - Necessita per risolvere il problema
- Obiettivi
  - Cosa si intende realizzare
    - Due dates
- Analisi delle soluzioni
  - Rischi / benefici
  - Soluzioni pianificati
  - Sketches
- Sinossi
  - Valutazione
  - Conclusione / Riepilogo